# بخش ناکس (شهرستان وینتون، اوهایو)
بخش ناکس (به انگلیسی: Knox Township) یک منطقهٔ مسکونی در ایالات متحده آمریکا است که در شهرستان وینتون، اوهایو واقع شده‌است.
 بخش ناکس ۶۴٫۹ کیلومتر مربع مساحت و ۵۵۹ نفر جمعیت دارد و ۲۴۵ متر بالاتر از سطح دریا واقع شده‌است.